# Tarheeb Still
Tarheeb Still (Sicklerville, 9 giugno 2002) è un giocatore di football americano statunitense che milita nel ruolo di cornerback per i Los Angeles Chargers della National Football League (NFL).

## Carriera universitaria
Nella sua prima stagione a Maryland nel 2020, Still disputò quattro gare, tutte come titolare, chiudendo con 20 tackle. Nel 2021 disputò 13 partite, tutte come titolare, con 55 tackle, di cui 3 con perdita di yard, 2 sack, 11 passaggi deviati, 2 fumble recuperati e un touchdown. Nel Pinstripe Bowl 2021 ritornò un punt di Virginia Tech in touchdown, segnando i primi punti di Maryland nella partita.
Nel 2022 Still disputò 12 partite, di cui 10 come titolare, terminando con 45 placcaggi, di cui 4 con perdita di yard, un intercetto e un passaggio deviato. Nel 2023 totalizzò 32 tackle, 2 passaggi deviati e 5 intercetti. Il 4 dicembre annunciò la sua intenzione di passare tra i professionisti.

## Carriera professionistica

### Los Angeles Chargers
Still fu scelto nel corso del quinto giro (137º assoluto) del Draft NFL 2024 dai Los Angeles Chargers. Nel tredicesimo turno mise a segno 2 intercetti sul quarterback degli Atlanta Falcons Kirk Cousins, ritornandone uno per 61 yard in touchdown. La sua partita terminó con 3 placcaggi e 3 passaggi deviati, venendo premiato come miglior difensore della AFC della settimana. Chiuse la sua prima stagione con 62 tackle, 0,5 sack, 4 intercetti e 10 passaggi deviati in 14 presenze, di cui 12 come titolare.

## Palmarès
- Difensore della AFC della settimana: 1

13ª del 2024